# 牛淑贤
牛淑贤（1946年6月11日—），祖籍河南省柘城县，出生于河南省商丘市一个梨园家庭，中国豫剧演员，豫剧大师陈素真的关门弟子，豫剧十大名旦之一，中国国家一级演员。曾担任邯郸市东风豫剧团团长，牛淑贤5岁便登台演出，被誉为“五岁红”。其唱腔以委婉细腻、俏丽多姿、活泼明快、舒展流畅而著称。

## 艺术贡献
牛淑贤广纳豫剧各大门派之精髓，借鉴和吸收评剧、黄梅戏、现代歌剧以及民间小调的唱法和旋律，她将歌曲演唱的发声方法成功地融合到现代豫剧的演唱之中，探索出一种与众不同的豫剧演唱风格。她的表演情真意切，浑身是戏。牛淑贤2000年进入邯郸文化局戏研所工作后，开始在理论上系统地研究和梳理“北派豫剧”。

## 个人荣誉
- 1990年，荣获第七届中国戏剧“梅花奖”第一名
- 1992年，获得中国全国“豫剧十大名旦”的称号
- 2003年，荣获“亚洲终身艺术成就奖”和“亚洲最杰出艺人奖”[2]